# Campeonato Uruguaio de Futebol de 1966 – Segunda Divisão
O Campeonato Uruguaio de Segunda Divisão de 1966, também conhecido oficialmente como Campeonato Uruguayo de Primera División "B" de 1966 ou simplesmente como Primera "B" de 1966, foi a vigésima quinta edição do torneio de segundo nível do futebol profissional do Uruguai. O Liverpool conquistou seu primeiro título da categoria com campanha dominante (11 vitórias, 6 empates e apenas 1 derrota), garantindo o acesso à primeira divisão, enquanto o Platense foi rebaixado pelo sistema de promedios.

## Regulamento
O torneio manteve o formato com dez equipes. Cada clube enfrentou os demais duas vezes (turno e returno), totalizando 18 rodadas. O sistema de pontuação atribuía:
- 2 pontos por vitória
- 1 ponto por empate
- 0 pontos por derrota

O acesso foi decidido por:
- Promoção automática: O campeão (1º colocado) ascendeu diretamente à primeira divisão.

O rebaixamento utilizou o critério de promedios (média de desempenho em duas temporadas):
- Para clubes presentes em 1965 e 1966: média aritmética dos pontos
- Para casos especiais:
  - Colón (rebaixado em 1965): apenas pontuação de 1966
  - Uruguay Montevideo (promovido em 1965): apenas pontuação de 1966

O lanterna no promedio foi rebaixado à terceira divisão.

## Participantes
- Bella Vista, Central, La Luz, Liverpool, Mar de Fondo, Platense, Progreso: Permaneceram da temporada anterior.
- Colón: Rebaixado da primeira divisão em 1965
- Uruguay Montevideo: Promovido da terceira divisão em 1965

## Classificação Final
O Liverpool conquistou seu primeiro título da Segunda Divisão Profissional Uruguaia em 1966 com campanha impressionante, somando 28 pontos em 18 jogos (11 vitórias, 6 empates e apenas 1 derrota), com vantagem de 3 pontos sobre o vice-campeão River Plate.
| #   | Equipe             | PTS | J  | V  | E | D  | GP | GC | SG  | Classificação          |
| --- | ------------------ | --- | -- | -- | - | -- | -- | -- | --- | ---------------------- |
| 1º  | Liverpool          | 28  | 18 | 11 | 6 | 1  | 31 | 7  | 24  | Promovido como CAMPEÃO |
| 2º  | River Plate        | 25  | 18 | 11 | 3 | 4  | 32 | 16 | 16  |                        |
| 3º  | Central            | 19  | 18 | 6  | 7 | 5  | 25 | 21 | 4   |                        |
| 3º  | La Luz             | 19  | 18 | 7  | 5 | 6  | 19 | 18 | 1   |                        |
| 5º  | Bella Vista        | 18  | 18 | 6  | 6 | 6  | 21 | 18 | 3   |                        |
| 6º  | Colón              | 17  | 18 | 6  | 5 | 7  | 16 | 16 | 0   |                        |
| 7º  | Progreso           | 16  | 18 | 6  | 4 | 8  | 18 | 21 | −3  |                        |
| 8º  | Uruguay Montevideo | 15  | 18 | 4  | 7 | 7  | 19 | 31 | −12 |                        |
| 9º  | Mar de Fondo       | 14  | 18 | 4  | 6 | 8  | 16 | 24 | −8  |                        |
| 10º | Platense           | 9   | 18 | 2  | 5 | 11 | 11 | 36 | −25 |                        |

### Médias de rebaixamento (1965–1966)
O Platense foi rebaixado por ter a pior média no sistema de promedios (média de pontos) entre as temporadas de 1965 e 1966.
| #   | Equipe             | PTS | J  | V  | E  | D  | GP | GC | SG  | Média | Rebaixamento        |
| --- | ------------------ | --- | -- | -- | -- | -- | -- | -- | --- | ----- | ------------------- |
| 1º  | Liverpool          | 47  | 36 | 17 | 13 | 6  | 65 | 30 | 35  | 23.5  |                     |
| 2º  | La Luz             | 42  | 36 | 14 | 14 | 8  | 42 | 39 | 3   | 21.0  |                     |
| 3º  | River Plate        | 38  | 36 | 14 | 10 | 12 | 57 | 49 | 8   | 19.0  |                     |
| 3º  | Central            | 38  | 36 | 11 | 16 | 9  | 47 | 38 | 9   | 19.0  |                     |
| 3º  | Progreso           | 38  | 36 | 15 | 8  | 13 | 47 | 48 | −1  | 19.0  |                     |
| 6º  | Colón              | 17  | 18 | 6  | 5  | 7  | 16 | 16 | 0   | 17.0  |                     |
| 7º  | Bella Vista        | 32  | 36 | 10 | 12 | 14 | 43 | 49 | −6  | 16.0  |                     |
| 8º  | Uruguay Montevideo | 15  | 18 | 4  | 7  | 7  | 19 | 31 | −12 | 15.0  |                     |
| 9º  | Mar de Fondo       | 29  | 36 | 9  | 11 | 16 | 35 | 48 | −13 | 14.5  |                     |
| 10º | Platense           | 26  | 36 | 8  | 10 | 18 | 34 | 64 | −30 | 13.0  | Rebaixado por Média |

## Estatísticas

### Artilharia
- Elbio Perdomo (Central) — 12 gols.[7]